# Генерал-губернатор Австралии
Генерал-губернатор Австралии или Генерал-губернатор Австралийского Союза (англ. Governor-General of Australia, Governor-General of the Commonwealth of Australia) — официальный представитель в Австралии монарха Австралии (в настоящее время королём Австралии является Карл III). Он является главой исполнительной власти на территории Австралийского Союза. В обязанности генерал-губернатора входит назначение послов, министров и судей, утверждение законопроектов, объявление выборов и вручение наград. Генерал-губернатор является президентом Федерального исполнительного совета и Главнокомандующим Сил обороны Австралии. Все эти обязанности выполняются и все посты занимаются в соответствии с Конституцией Австралии. Кроме того, генерал-губернатор выполняет обязанности официального представителя Австралийской столичной территории.
Согласно Конституции генерал-губернатор назначается королём и должен быть представителем Его Величества на территории Союза. Конституция предоставляет генерал-губернатору довольно широкие права, но на практике он выполняет только представительские функции и имеет лишь консультативный голос при обсуждении важнейших для страны решений. Даже при назначении премьер-министра, генерал-губернатор редко прибегает к практике отклонения кандидатуры премьер-министра, предложенную ему Австралийским парламентом: он лишь формально утверждает её.
Кроме определённых Конституцией официальных обязанностей, генерал-губернатор выполняет широкий круг церемониальных обязанностей. Он часто путешествует по Австралии для присутствия на открытии конференций, церемоний и служб. Во время своих поездок за пределы страны генерал-губернатор рассматривается как представитель Австралии и короля Австралии и в большинстве случаев принимается как глава государства.
Основной резиденцией генерал-губернатора является Дом Правительства в Канберре, широко известный также как Ярралумла. Второй официальной резиденцией является Адмиралтейский Дом в Сиднее. Во время посещения других австралийских штатов генерал-губернатор обычно останавливается в Доме Правительства соответствующего столичного города.
Помощником и заместителем генерал-губернатора является официальный секретарь генерал-губернатора Австралии.
С 1 июля 2024 года генерал-губернатором Австралии является Саманта Мостин.

## Назначение
На практике назначение генерал-губернатора является обязанностью премьер-министра Австралии, который при этом, как правило, консультируется со своим аппаратом и монархом. С кандидатом проводят предварительные консультации с целью выяснения его отношения к назначению на эту почётную должность.
После согласования премьер-министр представляет кандидатуру монарху. По закону монарх может отклонить предложенную ему кандидатуру и потребовать представить нового претендента, но на практике такого не происходило с 1930 года, когда предложенный на этот пост Джеймсом Скаллином сэр Айзек Айзекс встретил сильную оппозицию со стороны приверженцев традиционных взглядов в Австралии и Британском правительстве. Король Георг V был настроен не принимать представленную ему кандидатуру, однако в итоге был вынужден согласиться, после того как Скалин настоял на своём праве обсуждать этот вопрос непосредственно с королём, минуя Премьер-министра Великобритании. Этот случай послужил одной из основных причин принятия Вестминстерского статута 1931 года и формального отделения доминионов от метрополии. В настоящее время король Австралии имеет весьма ограниченное влияние на политические и конституционные вопросы страны.
После получения одобрения всех сторон монарх разрешает публично объявить о предстоящем назначении. Обычно это происходит за несколько месяцев до истечения срока полномочий предыдущего генерал-губернатора. В течение этого времени кандидат носит титул преемника генерал-губернатора.
Официальное назначение производится монархом. После своего официального назначения кандидат приносит клятву и вступает в права владения офисом. Церемония принесения клятвы обычно происходит в Сенате под председательством Верховного судьи Австралии.

## Пребывание в должности
В Конституции Австралии не оговаривается срок полномочий генерал-губернатора, поэтому он может занимать должность бессрочно. Однако на практике типичный срок полномочий составляет пять лет. В конце этого периода полномочия генерал-губернатора иногда продлеваются на короткий период времени.
Заработная плата генерал-губернатора определяется Конституцией. Согласно ей, его ежегодный оклад составляет 10 тысяч фунтов стерлингов (при этом за парламентом сохраняется право изменения оклада). В Конституции прописано, что жалованье генерал-губернатора не может быть увеличено во время его пребывания на посту. Согласно Закону о генерал-губернаторе от 1974 года с каждым новым полномочием осуществляется увеличение оклада. В настоящее время австралийское законодательство гарантирует генерал-губернатору жалованье за пятилетний период, превосходящее жалованье верховного судьи Высокого суда Австралии.
В истории Австралии было всего три случая, когда генерал-губернатор уходил в отставку. Первым стал Джон Хоуп, который попросил отозвать его обратно в Британию в 1903 году после разногласий из-за финансирования должности. Джон Керр ушёл в отставку в 1977 году, после того как согласился занять пост австралийского посла в ЮНЕСКО в Париже. В 2003 году по собственной инициативе ушёл Питер Холлингуорт.
Генерал-губернатор может быть отозван или освобождён от должности монархом до окончания срока его полномочий. Однако по конституционному обычаю это может произойти только по рекомендации премьер-министра. Так как в истории Австралии ещё ни разу не было подобного случая, остаётся непонятным, как быстро монарх может сместить со своего поста генерал-губернатора. Конституционный кризис 1975 года обнажил ещё одну проблему, когда и генерал-губернатор, и премьер-министр могут одновременно пытаться сместить друг друга с занимаемых должностей.
Место генерал-губернатора становится вакантным в случае его отставки, смерти или недееспособности. Также оно может стать временно вакантным, например, в случае официального заграничного визита генерал-губернатора. Согласно Конституции, монарх может в случае вакантного места назначит управляющего делами (англ. Administrator), который будет выполнять функции генерал-губернатора.